# US Cremonese
Az US Cremonese egy olasz labdarúgócsapat Cremonából. A csapatot 1903-ban alapították, és jelenleg a Serie A-ban szerepel. Korábban a Serie B-nek is tagja volt, utoljára a 2005–2006-os szezonban. Az egyesület több alkalommal volt a másodosztály tagja. A Serie A-ban legutoljára az 1995–1996-os idényben szerepelt. A Parma fiókcsapatának számít. A Cremonese ismertebb játékosai voltak: Gianluca Vialli, Władysław Żmuda, Anders Limpar, Giuseppe Favalli, John Aloisi és Enrico Chiesa.
A csapat színei a szürke és a piros. Stadionjuk a 22 000 férőhelyes Stadio Giovanni Zini.

## A csapat története
A csapat már a Serie A első idényében (1929–1930) az élvonal tagja volt, de rögtön kiestek és ezt követően főleg alacsonyabb osztályokban szerepeltek. 1984-ben tudták ismét kivívni az első osztályú tagságot, ahol még az 1989–1990-es, 1991–1992-es, 1993–1994-es és az 1995–1996-os szezonokban szerepeltek. Legjobb eredményük egy 10. helyezés volt Luigi Simoni edző vezetésével. Az utóbbi években a C-ligában szerepeltek, de onnan is búcsúztak, így most csak a tartományi bajnokságnak számító Lega Pro tagjai.

## Jelenlegi keret
2012. augusztus 27. szerint
| # |     | Poszt | Név                                       |
| - | --- | ----- | ----------------------------------------- |
|   | ITA | K     | Vincenzo Grillo                           |
|   | ITA | K     | Enrico Alfonso                            |
|   | ITA | K     | Paolo Quaini                              |
|   | ITA | V     | Mauro Minelli                             |
|   | ITA | V     | Davide Moi                                |
|   | ITA | V     | Luca Tedeschi (kölcsönben a Parma-tól)    |
|   | ITA | V     | Michele Cremonesi                         |
|   | ITA | V     | Alessandro Armenise                       |
|   | ITA | V     | Pietro Visconti                           |
|   | ITA | V     | Simone Sales                              |
|   | ITA | V     | Francesco Cangi (kölcsönben a Verona-tól) |
|   | ITA | KP    | Davide Baiocco                            |
|   | ITA | KP    | Riccardo Riva                             |
|   | ITA | KP    | Luca Nizzetto                             |

| # |     | Poszt | Név                                        |
| - | --- | ----- | ------------------------------------------ |
|   | ITA | KP    | Giovanni Fietta                            |
|   | ITA | KP    | Lorenzo Degeri                             |
|   | ITA | KP    | Filippo Sambugaro                          |
|   | ARG | KP    | Julian Magallanes                          |
|   | ITA | KP    | Roberto Previtali                          |
|   | ITA | KP    | Alberto Filippini                          |
|   | AUT | KP    | Marcel Büchel (kölcsönben a Siena-tól)     |
|   | ITA | CS    | Massimiliano Carlini                       |
|   | ITA | CS    | Giuseppe Le Noci                           |
|   | ARG | CS    | Leandro Martínez                           |
|   | ITA | CS    | Antonino Bonvissuto                        |
|   | ITA | CS    | Alessandro Marotta (kölcsönben a Bari-tól) |
|   | BIH | CS    | Milan Đurić                                |

### Kölcsönjátékosok
| # |             | Poszt | Név                     |
| - | ----------- | ----- | ----------------------- |
|   | Olaszország | K     | Riccardo Galli (Renate) |

## Ismertebb játékosok
| - Gabriele Bongiorni - Antonio Cabrini - Paolo Castellini - Enrico Chiesa - Francesco Colonnese - Giuseppe Favalli - Luigi Gualco - Attilio Lombardo - Dario Marcolin - Riccardo Maspero - Cesare Prandelli - Michelangelo Rampulla - Andrea Tentoni |  | - Gustavo Dezotti - John Aloisi - Gianluca Vialli - Władysław Żmuda - John Mensah - Matjaž Florijančič - Anders Limpar |

## A csapat eredményei
Serie C győztes: Serie C 1935/36, Serie C 1941/42, Serie C 1976/77
Serie C1 győztes: Serie C1 2004-2005
Serie D: 1  1967/68
IV Serie: 1 1953/54
Anglo-Italian Cup győztes: 1992-93
Primavera TIM Kupa: 1 1986/87